# 頭頂間溝
頭頂間溝（とうちょうかんこう、英:Intraparietal sulcus、略:IPS）は、頭頂葉にある脳溝。頭頂葉の外側面を斜めと水平に走るの2つの要素から成る。頭頂間溝は霊長類の1細胞神経生理学的手法とヒトの脳機能イメージングの両方を用いた研究により、機能的に異なる下位領域を含んでいることが示されている。その主な機能は、感覚と運動の協調 (眼球運動や到達運動の方向制御) や視覚的注意である。
頭頂間溝は、他の機能にも役割を持っていると考えられている。そのような機能として、記号的な数字の情報の処理や、視覚空間的ワーキングメモリや、他人の意思表示の解釈などがある。

## 参考画像

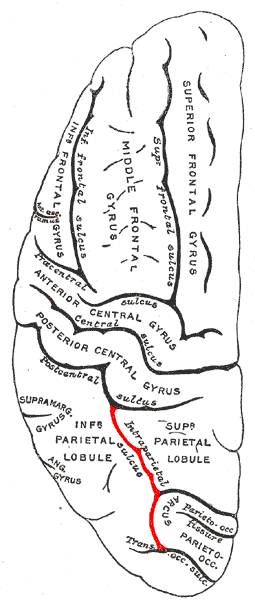
左大脳半球外側面を上から見た図